# Ministerio de Agricultura y Silvicultura (Finlandia)
El Ministerio de Agricultura y Silvicultura (en finés: maa- ja metsätalousministeriö (MMM); en sueco: jord- och skogsbruksministeriet) es uno de los 12 ministerios del gobierno finlandés. Los recursos naturales y su uso sostenible están en el centro de este ministerio. También se asegura de que Finlandia sea autosuficiente en su producción de alimentos incluso en tiempos de crisis y que la producción de alimentos y el uso de los recursos naturales sea sostenible, económicamente beneficioso y bueno para el bienestar de los ciudadanos de la nación. La actual Ministra de Agricultura y Silvicultura es Sari Essayah de los Demócrata Cristianos. 

## Historia
El predecesor del Ministerio de Agricultura y Silvicultura fue fundado por Alejandro II en 1860, 57 años antes de la independencia de Finlandia. "Silvicultura" se añadió al nombre y la tarea del ministerio en 1971. 
En 1983, los asuntos medioambientales se trasladaron al recién fundado Ministerio de Medio Ambiente.

## Personal
El Ministerio de Agricultura y Silvicultura tiene tres departamentos: el Departamento de Alimentos, el Departamento de Recursos Naturales y el Departamento de Administración y Planificación.
Para 2020, el presupuesto del ministerio fue de 2.693.569.000 €. El ministerio tiene alrededor de 250 empleados y 5.100 en todo el sector administrativo.